# Břežany I
Břežany I là một làng thuộc huyện Kolín, vùng Středočeský, Cộng hòa Séc.